# Battletoads (jogo eletrônico)
Battletoads é um jogo eletrônico beat 'em up/plataforma desenvolvido pela Rare e publicado pela Tradewest. É o primeiro capítulo da série Battletoads e foi originalmente lançado em 1 de junho de 1991 para o Nintendo Entertainment System. Posteriormente, foi portado para o Mega Drive e Game Gear em 1993, para o Amiga e Amiga CD32 em 1994 (apesar do primeiro ter sido desenvolvido em 1992), e lançado com algumas mudanças para o Game Boy em 1993 na forma de Battletoads in Ragnarok's World. No jogo, três guerreiros sapos humanóides espaciais formam um grupo conhecido como Battletoads. Dois dos Battletoads, Rash e Zitz, embarcam em uma missão para derrotar a malvada Dark Queen em seu planeta e resgatar seus amigos sequestrados: Pimple, o terceiro membro dos Battletoads, e a Princesa Angelica.
O jogo foi desenvolvido em resposta ao interesse na franquia Teenage Mutant Ninja Turtles. Recebeu principalmente críticas positivas após o lançamento, com os críticos elogiando os gráficos e variações de jogabilidade; no entanto, muitos críticos ficaram divididos quanto à dificuldade. Ele ganhou sete prêmios no Nintendo Power Awards de 1991 e, desde então, é conhecido como um dos jogos eletrônicos mais difíceis já criados. Posteriormente, foi incluído na compilação retrospectiva do Xbox One de 2015 da Rare, Rare Replay.

## Jogabilidade

O nível "Turbo Tunnel" na versão de NES

O jogo é um beat 'em up de rolagem de plataforma, com vários elementos de corrida, escalada e percursos de obstáculos baseados em veículos. Os jogadores começam com três vidas cada vez que o jogo é iniciado, que são reabastecidas toda vez que o jogador continua após ser derrotado. O jogo não contém nenhum sistema de salvamento ou recursos de senha. O jogador tem um máximo de seis pontos de vida que podem ser reabastecidos comendo moscas. Embora os níveis de Battletoads variem muito no estilo de jogo, o jogo geralmente é apresentado como um "beat'em up", no qual os jogadores progridem derrotando inimigos enquanto evitam os perigos do ambiente.
Ao longo do jogo, os Toads são equipados com um soco regular, bem como outros "Smash Hits" que podem ser realizados contra os inimigos: o "Turbo Thwack", "Swingin' Size Thirteen", "Jawbuster", um soco com uma junta aumentada chamada "Kiss-My-Fist", um ataque de cabeçada chamado "Battletoad Butt", "BT Bashing Ball", que só é usado enquanto está pendurado no Turbo Cable no segundo nível onde a forma do personagem sapo muda para uma bola de demolição, o "Take Out the Trash", onde um inimigo é pego e jogado acima, um aperto de ambas as mãos para acertar um inimigo chamado "Nuclear Knuckles", "the Punt" onde um 'toad chuta repetidamente um inimigo depois de derrubá-lo no chão, e um chute muito poderoso chamado "Big Bad Boot". Esses movimentos especiais são geralmente ativados após três ou quatro socos regulares ou correndo em um ritmo mais rápido, o que é feito pressionando para a esquerda ou direita no direcional duas vezes seguidas, seguido por um pressionar do botão B que engatilha o Smash Hit. Devido à variedade de estilos de jogo entre os estágios, todos os ataques só podem ser usados em determinados níveis.
Objetos do ambiente ou inimigos também podem ser usados como armas, como pernas de Walkers quebrados, bicos de corvos, canos da parede em Intruder Excluder, e mastros de bandeira da torre da Dark Queen.
Os estágios de rolagem lateral são geralmente apresentados como tendo uma perspectiva isométrica, enquanto os estágios de plataforma que apresentam progressão vertical são apresentados de forma não isométrica, o que permite que os personagens dos jogadores se agachem. Vários níveis no jogo apresentam seções na forma de uma pista de obstáculos, onde os jogadores devem se esquivar de uma série de obstáculos com a velocidade aumentando conforme o nível avança. Outros tipos de níveis incluem dois níveis de "subida de torre", uma descida para um abismo pendurado em uma corda, um nível com seções subaquáticas, uma perseguição em um labirinto em um veículo monociclo, um "labirinto de cobra" de plataforma e um nível de corrida em que os jogadores têm que cair o mais rápido possível através de inúmeras plataformas para chegar ao fundo de uma torre antes que um inimigo o consiga. Ocultos em quatro dos níveis existem os pontos de "mega warp", que, quando alcançados, permitem aos jogadores avançar automaticamente dois níveis.

## Enredo e níveis
O professor T. Bird e os três Battletoads, Rash, Zitz e Pimple, estão escoltando a Princesa Angelica para seu planeta natal usando sua nave espacial, a Vulture, para que ela encontre seu pai, o Imperador Terran. Quando Pimple e Angelica decidem fazer uma viagem tranquila no carro voador de Pimple, eles são emboscados e capturados pela nave da Dark Queen, a Gargantua. A Dark Queen e seus minions têm se escondido nos espaços escuros entre as estrelas após sua derrota para a Corporação Galáctica na batalha de Canis Major. Pimple então envia um sinal de socorro à Vulture, alertando o professor T. Bird, Rash e Zitz. Sabendo que a Gargantua está escondida sob a superfície de um planeta próximo chamado Ragnarok's World, o professor T. Bird voa com Rash e Zitz para lá na Vulture para resgatá-los. Entre os níveis, os sapos recebem comentários do professor T. Bird, junto com provocações da Dark Queen.
O professor joga os sapos para o primeiro nível, Ragnarok Canyon, a superfície do planeta guardada por Psyko-Pigs e Dragões empunhando machados com os quais o jogador pode voar se for eliminado primeiro; seu chefe é o Tall Walker, que joga pedras que os heróis devem jogar de volta, evitando seus lasers. Os sapos então entram no mundo descendo através de uma cratera de impacto vertical, o segundo nível chamado Wookie Hole, onde eles enfrentam ameaças de corvos que podem cortar o Turbo Cable dos sapos, Retro Blasters que pulam da parede e atiram parafusos elétricos, Electro Zappers que formam uma linha de 2.000 volts de energia, e plantas chamadas Saturn Toadtraps que comem sapos.
Os níveis de corrida incluem o terceiro estágio, o Turbo Tunnel, onde os jogadores se esquivam das paredes de pedra enquanto andam em uma Speed Bike e têm que usar rampas para atravessar grandes abismos;  o quinto nível, Surf City, onde o jogador salta nas superfícies da água em uma "Space Board" enquanto desvia de toras, redemoinhos, minas e bolas com espinhos; o sétimo estágio, Volkmire's Inferno, onde os 'toads voam no Toad Plane em um ambiente de fogo passando por Campos de Força e evitando bolas de fogo e foguetes; e nível onze, o Clinger-Wringer, onde os sapos usam monociclos enquanto são perseguidos por um orbe de energia hipnótica, chamada Buzzball. Todos eles incluem uma seção de jogabilidade beat 'em up, com Surf City sendo o local de uma luta de chefe com Big Blag, o chefe do exército de ratos da Dark Queen que pode esmagar os Battletoads com seu peso, e Buzzball também servindo como chefe do estágio Clinger-Wringer.
O quarto estágio, a Ice Cavern, é um nível de plataforma onde o jogador tem que usar bolas de neve e blocos de gelo para destruir barreiras enquanto desvia desses elementos frios, bem como espinhos e ouriços, e enfrenta bonecos de neve que lançam bolas de neve. Nível seis, Karnath's Lair, é um conjunto de salas em que cada uma consiste em apenas uma saída e várias cobras se movendo em padrões retangulares variados e retorcidos que servem como plataformas, e os sapos devem atravessá-las enquanto se esquivam de espinhos. Intruder Excluder, o oitavo estágio de rolagem vertical, é o nível mais voltado para a plataforma em Battletoads; envolve vários saltos em plataformas, molas e através de barreiras elétricas entre as lacunas móveis das plataformas, evitando obstáculos como grandes bolas rolantes, bolas de meleca, válvulas de sucção chamadas Suckas e armas de gás venenoso chamadas Gassers, e suas únicas seções de beat 'em up encontrando Sentry-Drones, O jogador deve ir de baixo para cima do nível, onde uma luta de chefe com o biogênio geneticamente modificado Robo-Manus da Queen acontece. Nível nove, Terra Tubes, é uma mistura de plataforma e estágio subaquático, e a única instância de sapos nadando no jogo; envolve o jogador passar por uma entrada de tubo não linear para a Gargantua, com seções incluindo encontros com Mechno-Droids e criaturas de pato Steel-Beck que protegem os tubos, perseguições do Krazy Kog, e rios infestados com espinhos, tubarões, enguias elétricas chamadas Elctra-Eels e Hammerfish de ataque instantâneo.
O décimo nível, Rat Race, é um dos dois níveis em Battletoads localizados na Gargantua, sendo o outro o décimo primeiro nível, Clinger-Winger. Rat Race é uma corrida para baixo vertical com os mesmos perigos e inimigos que o nível Intruder Excluder. No estágio, a Dark Queen envia um roedor rápido Giblet para ativar três bombas na nave para que ela exploda, e o jogador deve autodestruí-los antes que o rato chegue até eles. Depois que as bombas são desligadas com sucesso, um confronto com o comandante menos perspicaz da Queen, General Slaughter, que só ataca com a cabeça, segue.
Os Battletoads escapam da nave e, em outro estágio de rolagem vertical para cima chamado Revolution, vão para o topo da Torre da Dark Queen; o nível envolve a câmera ficar onde os sapos se movem, apresentando-os como sprites 2D, mas eles e outros inimigos se movem circularmente ao redor da torre, fazendo o fundo girar como se fosse tridimensional. No nível, uma variedade de plataformas deve ser saltada para progredir, como aquelas que afundam quanto mais tempo o personagem jogável está em cima dela, aquelas que desaparecem e reaparecem, aquelas que se movem ao redor da torre e molas; incluem inimigos chamados Hornheads, Shadow Clouds que prejudicam o jogador com gás venenoso ou sopram vento para alterar a velocidade do jogador, Spiked Balls que giram em torno da torre, e Swellcheeks, onde o único caminho para o jogador evitar ser soprado por seu poder de vento é se pendurado nos mastros da bandeira.
Assim que a Queen e derrotada, ela afirma que não será a última vez que eles verão dela, se transforma em um redemoinho e voa para o espaço, "recuando para as margens sombrias da galáxia para recuperar suas perdas". Com Pimple e Princesa Angelica resgatados, os quatro são trazidos de volta para a Vulture e voam para longe do planeta.

## Desenvolvimento
Foi um exemplo típico da Rare olhando o que era popular e, em seguida, dando uma melhorada nisso.

Gregg Mayles em uma entrevista retrospectiva
O jogo foi desenvolvido pela Rare e publicado pela Tradewest. Os fundadores da Rare Tim e Chris Stamper criaram a série em resposta à mania de Teenage Mutant Ninja Turtles no início dos anos 90. Para criar um contraste com a popular franquia de mídia e outros "beat 'em ups" da época, a Rare adicionou mecânicas extras ao jogo para ajudar a separá-lo desses gêneros, como estágios de corrida e pistas de escalada. De acordo com o artista da Rare Kev Bayliss, os personagens de Battletoads foram concebidos para "produzir mercadorias" em grande escala, em uma linha semelhante ao Batman de Tim Burton.
O jogo passou por mudanças nos estágios iniciais de desenvolvimento e, em um ponto, foi originalmente intitulado Amphibianz. Bayliss originalmente projetou Battletoads como um jogo eletrônico com o tema Disney, no entanto, conforme o jogo gradualmente se tornava mais violento, Bayliss tomou liberdades extras para diminuir o tom e restringir todo o uso de armas no jogo, enquanto criava uma sensação de exclusividade para os personagens.

## Lançamento e promoção
Battletoads foi apresentado na Consumer Electronics Show de inverno de 1991; um artigo sobre o evento da Electronic Gaming Monthly afirmou que ele era "altamente inovador".
Poucos meses após o lançamento inicial na América do Norte em junho de 1991 para o NES, Battletoads teve um lançamento localizado em japonês para o Famicom, sendo distribuído no Japão pela NCS, em oposição à Tradewest. Esta versão apresentou vários ajustes de jogabilidade, o que resultou em uma experiência marginalmente mais fácil.

## Recepção inicial
Battletoads começou em número 26 na lista dos 30 melhores jogos para NES na Escolha dos jogadores da Nintendo Power de julho de 1991 com apenas 464 pontos, subindo para o número 13 na edição seguinte com 858 pontos. Em setembro de 1991, ele estreou na lista dos 30 melhores na posição 11, com 3.219 pontos, ficando entre os dez primeiros de ambas as listas para Escolha dos jogadores (número sete) e Escolha dos profissionais (número seis). Na edição de outubro de 1991, o jogo disparou para o terceiro lugar na lista geral com 6.008 pontos, permanecendo nessa posição na edição de novembro com 6.397 pontos. Em janeiro de 1992, a edição da Nintendo Power transformou a lista dos 30 melhores em uma lista dos 20 melhores (ao adicionar as 20 melhores classificações para jogos de outros consoles), Battletoads subiu para o número dois com 6.140 pontos naquele mês, permanecendo nessa classificação por mais três edições consecutivas, mas permanecendo fora do primeiro lugar devido a ter significativamente menos pontos do que o duradouro Super Mario Bros. 3 (1990). Depois disso, o jogo permaneceu entre os dez primeiros por mais 17 meses consecutivos, incluindo outra permanência no segundo lugar em julho de 1992 e onze vezes no top cinco. O jogo ainda estava nas paradas quando a lista dos 20 melhores de NES terminou em novembro de 1994, e a maior parte dos últimos onze meses do jogo na tabela estavam na metade inferior, com apenas um desses meses em fevereiro de 1994 ficando entre os dez primeiros.
Battletoads foi recebido com críticas entusiasmadas após o lançamento, com os críticos chamando-o de um dos melhores jogos eletrônicos de todos os tempos, um dos melhores jogos de 1991, um dos melhores jogos de NES de todos os tempos, e o maior jogo de NES de 1991. A apresentação "inovadora e divertida" era frequentemente elogiada, especialmente quando se tratava das cutscenes, o estilo de desenho animado dos personagens e ataques, a música e o som, rolagem em várias camadas, variedade de cores, humor, e o truque de primeiro nível do chefe Big Walker sendo da perspectiva do chefe. Apenas pequenas reclamações foram feitas, como os sprites serem muito pequenos, os ataques parecendo muito não agressivos, alguns fundos sendo "um pouco insossos às vezes", e oscilantes.
Em termos de jogabilidade, Battletoads foi elogiado por seus diversos estilos de jogo, vício, e nível de desafio motivador. Rob Bright, da Nintendo Magazine System, explicou que "o progresso não é lento, mas não é fácil" e Julian Rignall da Mean Machines escreveu que foi "brilhantemente projetado para permitir que você vá um pouco mais longe cada vez que você jogar, dá aos especialistas o potencial de aprimorar suas habilidades e acumular uma enorme quantidade de pontos de bônus." Chris Bieniek apreciou a simplicidade dos controles de seus múltiplos movimentos especiais, particularmente como os ataques acionados pelo botão B mudam entre os níveis. As plataformas de 8-bits, no entanto, foram criticados por terem uma detecção de colisão ruim que resultava em mortes desnecessárias; revisores da Sega Force também notaram esse problema no porte de Mega Drive e chamaram o jogo de um jogo de plataformas "comum" com controles que não respondem, dificuldade "aleatória" entre os níveis, muito poucas surpresas e objetivos "servis".
Battletoads foi indicado ao Nintendo Power Awards de 1991 em nove categorias, conquistando o primeiro lugar nas categorias: Graphics and Sound (NES), Theme and Fun (NES), Best Play Control (NES) and Best Multi-Player or Simultaneous (NES), também recebeu o título de Overall Best Game para NES de 1990.

## Anos depois
O AllGame aclamou Battletoads como uma mistura de "grande senso de humor (especialmente no modo de dois jogadores) com um enredo surpreendentemente bom e jogabilidade quase perfeita", também elogiando seus controles "suaves e responsivos", controles de animação de personagens "fluidos" e os estágios sendo "enormes, maravilhosamente representados e cheios de surpresas". Bryan Lajoie, do Quebec Gamer, elogiou os gráficos, afirmando que estão entre os jogos de NES mais avançados graficamente, em particular a animação. Ele estava, no entanto, confuso quanto à jogabilidade, admitindo que embora o aceitasse como um jogo difícil, a experiência geral exigia "muita paciência" e determinação para progredir. Em uma análise retrospectiva negativa, o Spike classificou o final do jogo como a sexta maior decepção na história dos jogos eletrônicos.
Em 1997, a Nintendo Power classificou a versão de NES como o 89º melhor jogo em qualquer plataforma Nintendo. Em 2010, UGO incluiu em seu "Top 25 jogos que precisam de sequências" também apresentando o nível Arctic Cavern na lista dos "melhores níveis de gelo". Topless Robot classificou Battletoads como a número um "menos terrível cópia de Teenage Mutant Ninja Turtles" em 2008, também nomeando-o como um dos dez melhores beat-'em-ups de todos os tempos em 2010 e como um de dez jogos eletrônicos que deveriam ter ganhado brinquedos em 2011. Em 2012, também foi listado entre dez "jogos eletrônicos clássicos que merecem um remake em HD" pelo Yahoo! News O GamesRadar classificou-o como o 18º melhor jogo de NES já feito, afirmando que "foi um jogo divertido mas o seu elemento mais notável foi a dificuldade". Jeremy Dunham, do IGN, listou Battletoads como o 40º melhor jogo de NES de todos os tempos.

### Dificuldade
Battletoads tem sido notado pelos críticos por sua extrema dificuldade. O jogo foi incluído em várias ocasiões entre os jogos mais difíceis já feitos, incluindo o primeiro lugar de acordo com o GameTrailers. Um crítico do Destructoid afirmou que apesar da dificuldade "brutal e desbalanceada" do jogo, ele era frequentemente lembrado como um dos "títulos mais amados" da geração de oito bits. Um guia do consumidor denominado The Winner's Guide to Nintendo (1991), publicado no lançamento do jogo, admitiu que o nível do Turbo Tunnel é "um dos desafios mais difíceis de qualquer jogo de NES". Em 2012, o Yahoo! Games afirmou que o jogo ainda era amplamente reconhecido como um dos jogos mais difíceis de todos os tempos, notando particularmente a chance de jogadores matarem acidentalmente seu parceiro no modo de dois jogadores. O Nerdist observa que o aumento repentino de dificuldade do Battletoads tinha como objetivo combater a indústria de aluguel de jogos eletrônicos; se o jogo fosse mais difícil, demoraria mais para ser concluído e os consumidores teriam maior probabilidade de comprar um cartucho no varejo em vez de alugar um.
O escritor do Hardcore Gaming 101, Eric Provenza, analisou Battletoads como sendo diferente de outros videogames conhecidos por sua dificuldade, como Ninja Gaiden (1989) e Adventure Island, no sentido de que não fica mais difícil gradualmente; existem diferentes mecânicas, inimigos e obstáculos para cada seção, sem oportunidades para os jogadores se familiarizarem com eles devido a continuações e vidas limitadas e à ausência de um sistema de senha ou recurso de salvamento. O jogo começa como "um beat-em-up peculiar antes de rapidamente mudar para pistas de obstáculos de alta velocidade e plataformas de ação maníaca com muito pouca coesão." A Game Players explicou que, embora a maioria dos desafios do jogo envolvesse padrões que poderiam ser memorizados ao se jogar o jogo várias vezes, ele tinha seções longas e muito poucas continuações; ele também notou que o modo dois jogadores envolviam ambos os jogadores, tendo que recomeçar uma fase se apenas um jogador perdesse todas as suas vidas.

### Legado
O sucesso inicial do jogo levou a Rare a desenvolver várias sequências que mais tarde se tornariam parte da franquia Battletoads. Um jogo spin-off para Game Boy, também intitulado Battletoads, foi lançado pela primeira vez em novembro de 1991. Apesar de ter a mesma arte da caixa e título da versão de NES, o Battletoads para o Game Boy é um jogo separado na série, com diferentes níveis e mecânicas do original.
Duas sequências diretas, Battletoads in Battlemaniacs e Battletoads & Double Dragon, foram lançadas para vários consoles em 1993, com o último sendo colocado em 76º lugar na lista dos "Top 100 NES Games of All Time" do IGN. Battletoads Arcade foi lançado em 1994 com vendas medíocres e foi o último episódio da série.
Um episódio piloto de uma série de TV de Battletoads também foi produzido pela Canadian DIC Entertainment, em uma tentativa de capitalizar a popularidade das Teenage Mutant Ninja Turtles. O piloto foi ao ar originalmente em sindicação nos Estados Unidos no fim de semana de Ação de Graças de 1992, mas nunca foi escolhido como uma série completa.
Em julho de 2020, a Megalopolis Toys anunciou uma parceria com a Interplay para lançar uma linha de bonecos de ação de 6 in (15,2 cm) baseada nos jogos.

## Portes

Uma captura de tela da luta final contra a chefe na versão de Mega Drive

Devido à natureza extrema da dificuldade do Battletoads original de NES, quase todas as versões subsequentes do jogo passaram por várias medidas para diminuir o tom, na tentativa de tornar o jogo mais acessível para jogadores casuais. Isso fez com que alguns dos níveis mais exigentes fossem modificados, e alguns deles até mesmo removidos completamente em certas versões do jogo.
Mais tarde, em 1992, foi portado para os computadores domésticos Amiga pela Mindscape, embora a versão de Amiga não tenha sido lançada até 1994. Uma versão para Mega Drive desenvolvida pela Arc System Works e uma versão para Game Gear foram lançadas pela Sega (na Europa no Japão) e Tradewest (na América do Norte) durante 1993. Embora o porte do Mega Drive tenha sido apreciado pelos críticos por manter a jogabilidade e as animações humorísticas da versão de NES, sua apresentação foi criticada por não ter melhorado o suficiente em relação ao seu predecessor de 8 bits, com a GamePro sugerindo que faltava "orquestração estéreo crescente", vozes digitalizadas, ou mesmo "um coaxar" para diferenciá-lo significativamente.
Também em 1993, uma versão do jogo para Game Boy foi lançada, intitulada Battletoads in Ragnarok's World. Esta versão tinha vários níveis faltando e apresentava suporte apenas para um jogador.[carece de fontes?] Tim Chaney, CEO europeu da Virgin Interactive, comprou os direitos de Master System para o Battletoads da Tradewest depois que o jogo ganhou popularidade nos Estados Unidos e planejou lançar essa versão também em 1993, mas ela nunca se materializou. Em 1994, a Mindscape trouxe o jogo para o Amiga CD32 e lançou-o junto com a versão não lançada de Amiga. Ela também havia planejado portes para PC DOS e Atari ST de volta para o lançamento original de 1992 das versões para computador, mas essas duas nunca foram lançadas. Uma versão para o Atari Lynx também foi anunciada e planejada para ser publicada pela Telegames, mas nunca foi lançada. A versão de Mega Drive do Battletoads apresenta dificuldade atenuada, além de fornecer maior definição e gráficos mais coloridos, em oposição à versão de NES. O porte para Game Gear apresenta gráficos reduzidos, removendo também três níveis e o modo para dois jogadores.
Durante a E3 2015 foi anunciado que a versão NES de Battletoads chegaria ao Xbox One como parte do Rare Replay, uma coleção retrospectiva de 30 jogos clássicos emulados da Rare. Rare Replay foi lançado em 4 de agosto de 2015, apresentando uma correção para um bug no jogo original que tornava o décimo primeiro nível impossível de jogar para o jogador 2.